# Југославија на Летњим олимпијским играма 1976.
Спортистима Југославије је ово били тринаесто учешће на Летњим олимпијским играма. Југославија је на Олимпијским играма 1976. у Монтреалу била заступљена са 88 учесника који су учествовали у 14 спортских дисциплина (атлетика, бициклизам, бокс, ватерполо, веслање, једрење, кајак и кану, кошарка, пливање, рвање, рукомет, стреличарство, стрељаштво и џудо).
Спортисти из Југославије су на овим играма освојили још осам медаља, две златне, три сребрне и три бронзане. Златне медаље су освојене у рвању (Момир Петковић) и кануу (Матија Љубек).

### Освојене медаље на ЛОИ
| Освојене медаље југословенских спортиста на ЛОИ 1976. |         |       |        |        |        |
| Спортиста                                             | Спорт   | Злато | Сребро | Бронза | Укупно |
| Матија Љубек                                          | Кану    | 1     | 0      | 1      | 2      |
| Момир Петковић                                        | Рвање   | 1     | 0      | 0      | 1      |
| Кошаркашка репрезентација                             | Кошарка | 0     | 1      | 0      | 1      |
| Тадија Качар                                          | Бокс    | 0     | 1      | 0      | 1      |
| Иван Фргић                                            | Рвање   | 0     | 1      | 0      | 1      |
| Аце Русевски                                          | Бокс    | 0     | 0      | 1      | 1      |
| Славко Обадов                                         | Џудо    | 0     | 0      | 1      | 1      |
| Укупно                                                | 5       | 2     | 3      | 3      | 8      |